# 大祭司の前のキリスト
『大祭司の前のキリスト』（だいさいしのまえのキリスト、蘭: Christus voor de hogepriester、英: Christ before the High Priest）は、17世紀オランダ黄金時代の画家ヘラルト・ファン・ホントホルストが1617年ごろ、キャンバス上に油彩で制作した新約聖書主題の絵画である。1922年にロンドン・ナショナル・ギャラリーに購入された。

## 来歴
1. 1638-1804年、ローマ、ヴィンチェンツォ・ジュスティニアーニ（英語版） 侯爵の個人コレクション。
2. 1804-1820年、パリ、リュシアン・ボナパルトのコレクション。
3. 1820-1840年、ルッカ公爵 (Duke of Lucca) の個人コレクション。
4. 1840-1913年、英国、クロ―マティ・サザーランド＝レヴァーソン＝ガウアー4世 (Cromartie Sutherland-Leveson-Gower IV) の個人コレクション。
5. 1922年、ロンドン・ナショナル・ギャラリー

出典。

## 作品
1610-1620年の間、ヘラルト・ファン・ホントホルストはローマに滞在し、絵画を制作した。 画家のヨアヒム・フォン・ザンドラルト (ホントホルストの弟子) は、ヴィンチェンツォ・ジュスティニアーニ侯爵が、本作をホントホルストに自身の宮殿のコレクションのために制作させたと述べている。ジュスティニアーニは、自身のコレクション中に、ルカ・カンビアーゾやカラヴァッジョなど他のイタリアの画家による絵画を所有していたが、ホントホルストは、それらの絵画の主題と様式から学んだ。
描かれているのは、イエス・キリストの受難に関するマタイによる福音書 (26:57-64) の場面である。キリストは捕縛された後、大祭司カヤパの元へ連れ出され、そこには代書人と他の大祭司たちもいた。
ホントホルストは、カヤパがキリストに最後の質問をする場面を捉えている。カヤパの背後にいる2人の偽証者がキリストを告発したのだが、キリストの顔は証言にあるように、尋問中ずっと維持していた落ち着きと自己制御を表している。 情景は夜のものである。テーブルには、唯一の光源であるロウソクがあり、本と、この出来事の2人の主要人物であるキリストとカヤパの顔を照らしている。キリストの白い衣はカヤパの毛皮の縁飾りの付いたマントよりも多くの光を反射しており、その結果、光はキリストから発しているように見える。服従の態度をとっているにもかかわらず、キリストがこの絵画の中心的主題であることは間違いない。彼は世の光であり、神の子なのである。カヤパは、モーセの律法書があるテーブルの後ろに座っており、キリストを責めるように指さしている。 カヤパは、キリストが破ったとされたモーセの律法書を支持していた。キリストとカヤパの背景には、他の大祭司たちの姿がある。彼らは裁きを待っており、その顔は緊張を高める闇の中に包まれている。